# Caladenia clavigera
Caladenia clavigera é uma espécie de orquídea geófita, família Orchidaceae, da Austrália,  onde cresce em grupos esparsos ou ocasionalmente grandes colônias, em bosques, ou locais de vegetação arbustiva,  charnecas, e afloramentos de granito, em áreas de solo bem drenado mas ocasionalmente em áreas sazonalmente alagadiças.
São plantas com uma única folha basal pubescente com marcas proeminentes púrpura perto da base, e uma inflorescência rija, fina e densamente pubescente, com uma ou poucas flores, que vagamente lembram uma aranha, muito estreitas, caudadas, e bem esparramadas, normalmente pendentes. Em conjunto formam grupo bem vistoso quando sua floração é estimulada por incêndios de verão. Pertence a um grupo de espécies tratadas por David Jones como gênero Arachnorchis. Distingue-se por apresentar sépalas e pétalas longas; e labelo pendurado firmemente sem dentes marginais.

## Publicação e sinônimos
- Caladenia clavigera A.Cunn. ex Lindl., Gen. Sp. Orchid. Pl.: 422 (1840).

Sinônimos homotípicos:
- Arachnorchis clavigera (A.Cunn. ex Lindl.) D.L.Jones & M.A.Clem., Orchadian 13: 393 (2001).
- Phlebochilus claviger (A.Cunn. ex Lindl.) Szlach., Polish Bot. J. 46: 15 (2001).

Sinônimos heterotípicos:
- Caladenia cordiformis R.S.Rogers, Trans. & Proc. Roy. Soc. South Australia 44: 330 (1920).